# Aligia alvona
Aligia alvona är en insektsart som beskrevs av Kramer och Delong 1968. Aligia alvona ingår i släktet Aligia och familjen dvärgstritar. Inga underarter finns listade i Catalogue of Life.